# Choqā Qazān
Choqā Qazān (persiska: چقا قزان, Choqā Khazān) är en ort i Iran.   Den ligger i provinsen Kermanshah, i den västra delen av landet, 500 km väster om huvudstaden Teheran. Choqā Qazān ligger 1 341 meter över havet och antalet invånare är 240.
Terrängen runt Choqā Qazān är platt åt sydost, men åt nordväst är den kuperad. Terrängen runt Choqā Qazān sluttar österut. Runt Choqā Qazān är det ganska tätbefolkat, med 149 invånare per kvadratkilometer. Närmaste större samhälle är Kūzarān-e Sanjābī, 4,1 km söder om Choqā Qazān. Trakten runt Choqā Qazān består till största delen av jordbruksmark.